# محاولة انقلاب 2016 في بوركينا فاسو
في 8 أكتوبر 2016، وقعت محاولة انقلاب عسكري في بوركينا فاسو.حيث خطط ما لا يقل عن 30 من أعضاء الحرس الرئاسي النخبة (المعروف باسم RSP) لشن هجوم على ثلاثة مواقع: المقر الرئاسي وثكنة للجيش وسجن في واغادوغو عاصمة بوركينا فاسو. قُتل شخصان واعتقل ما لا يقل عن عشرة أشخاص آخرين على صلة بالمحاولة. قاد محاولة الانقلاب جاستون كوليبالي، وهو عضو سابق في الحزب الاشتراكي الثوري.